# EFLカップ2020-2021
EFLカップ2020-2021は、2020年8月29日から2021年4月25日の期間に開催される通算61回目のEFLカップ。マンチェスター・シティが4大会連続8回目の優勝を達成した。

## 日程
| 試合     | 組み合わせ抽選会 | 開催日                | 開催日                | 備考                                                                                   |
| 試合     | 組み合わせ抽選会 | 第1戦                 | 第2戦                 | 備考                                                                                   |
| -------- | ---------------- | --------------------- | --------------------- | -------------------------------------------------------------------------------------- |
| 1回戦    | 2020年8月18日    | 2020年8月29日-9月6日  | 2020年8月29日-9月6日  | チャンピオンシップ (2部)22クラブ、リーグ1 (3部)24クラブ、リーグ2 (4部)24クラブ参加     |
| 2回戦    | 2020年9月4日     | 2020年9月15日-17日    | 2020年9月15日-17日    | プレミアリーグ (1部)13クラブ (CL・EL不参加クラブ)、チャンピオンシップ (2部)2クラブ参加 |
| 3回戦    | 2020年9月4日     | 2020年9月22日-24日    | 2020年9月22日-24日    | プレミアリーグ (1部)7クラブ参加 (CL・EL参加クラブ)                                     |
| 4回戦    | 2020年9月16日    | 2020年9月29日-10月1日 | 2020年9月29日-10月1日 |                                                                                        |
| 準々決勝 | 2020年10月1日    | 2020年12月22日・23日  | 2020年12月22日・23日  |                                                                                        |
| 準決勝   | 2020年12月23日   | 2021年1月5日・6日     | 2021年1月5日・6日     |                                                                                        |
| 決勝     | ―                | 2021年4月25日         | 2021年4月25日         |                                                                                        |

## 1回戦
組み合わせ抽選会は2020年8月18日に行われた。このラウンドからは、チャンピオンシップ (2部)の22クラブ、リーグ1 (3部)の全24クラブ、リーグ2 (4部)の全24クラブの合計70クラブが参加する。なお、チーム名横の括弧内の数字は所属するディビジョンを表す (2回戦以降も同様)。なお、今年度の組み合わせ抽選では北部と南部の各地区に振り分けられる。
| チーム #1                            | スコア          | チーム #2                            | レポート      |
| ------------------------------------ | --------------- | ------------------------------------ | ------------- |
| 2020年8月29日                        |                 |                                      |               |
| ストーク・シティ (2)                 | 0 - 0 (5-4 (p)) | ブラックプール (3)                   | レポート(BBC) |
| スティヴネイジ (4)                   | 3 - 3 (1-3 (p)) | ポーツマス (3)                       | レポート(BBC) |
| プレストン・ノースエンド (2)         | 4 - 0           | マンスフィールド・タウン (4)         | レポート(BBC) |
| ブラックバーン・ローヴァーズ (2)     | 3 - 2           | ドンカスター・ローヴァーズ (3)       | レポート(BBC) |
| 2020年9月4日                         |                 |                                      |               |
| ミドルズブラ (2)                     | 4 - 3           | シュルーズベリー・タウン (3)         | レポート(BBC) |
| バートン・アルビオン (3)             | 1 - 1 (4-2 (p)) | アクリントン・スタンリー (3)         | レポート(BBC) |
| 2020年9月5日                         |                 |                                      |               |
| ダービー・カウンティ (2)             | 0 - 0 (3-2 (p)) | バロー (4)                           | レポート(BBC) |
| プリマス・アーガイル (3)             | 3 - 2           | クイーンズ・パーク・レンジャーズ (2) | レポート(BBC) |
| ジリンガム (3)                       | 1 - 0           | サウスエンド・ユナイテッド (4)       | レポート(BBC) |
| クローリー・タウン (4)               | 1 - 3           | ミルウォール (2)                     | レポート(BBC) |
| ブリストル・シティ (2)               | 2 - 0           | エクセター・シティ (4)               | レポート(BBC) |
| ウォルソール (4)                     | 0 - 0 (2-4 (p)) | シェフィールド・ウェンズデイ (2)     | レポート(BBC) |
| グリムズビー・タウン (4)             | 1 - 1 (3-4 (p)) | モアカム (4)                         | レポート(BBC) |
| オールダム・アスレティック (4)       | 3 - 0           | カーライル・ユナイテッド (4)         | レポート(BBC) |
| ハダースフィールド・タウン (2)       | 0 - 1           | ロッチデール (3)                     | レポート(BBC) |
| サルフォード・シティ (4)             | 1 - 1 (4-2 (p)) | ロザラム・ユナイテッド (2)           | レポート(BBC) |
| スカンソープ・ユナイテッド (4)       | 1 - 2           | ポート・ヴェイル (4)                 | レポート(BBC) |
| サンダーランド (3)                   | 0 - 0 (5-4 (p)) | ハル・シティ (3)                     | レポート(BBC) |
| トレンメア・ローヴァーズ (4)         | 1 - 1 (7-8 (p)) | ハローゲート・タウン (4)             | レポート(BBC) |
| バーミンガム・シティ (2)             | 0 - 1           | ケンブリッジ・ユナイテッド (4)       | レポート(BBC) |
| フォレストグリーン・ローヴァーズ (4) | 1 - 2           | レイトン・オリエント (4)             | レポート(BBC) |
| イプスウィッチ・タウン (3)           | 3 - 0           | ブリストル・ローヴァーズ (3)         | レポート(BBC) |
| ルートン・タウン (2)                 | 3 - 1           | ノリッジ・シティ (2)                 | レポート(BBC) |
| ミルトン・キーンズ・ドンズ (3)       | 0 - 1           | コヴェントリー・シティ (2)           | レポート(BBC) |
| ニューポート・カウンティ (4)         | 2 - 0           | スウォンジー・シティ (2)             | レポート(BBC) |
| ノーサンプトン・タウン (3)           | 3 - 0           | カーディフ・シティ (2)               | レポート(BBC) |
| オックスフォード・ユナイテッド (3)   | 1 - 1 (4-3 (p)) | AFCウィンブルドン (3)                | レポート(BBC) |
| ピーターバラ・ユナイテッド (3)       | 0 - 1           | チェルトナム・タウン (4)             | レポート(BBC) |
| レディング (2)                       | 3 - 1           | コルチェスター・ユナイテッド (4)     | レポート(BBC) |
| スウィンドン・タウン (3)             | 1 - 3           | チャールトン・アスレティック (3)     | レポート(BBC) |
| ボルトン・ワンダラーズ (4)           | 1 - 2           | ブラッドフォード・シティ (4)         | レポート(BBC) |
| クルー・アレクサンドラ (3)           | 1 - 2           | リンカーン・シティ (3)               | レポート(BBC) |
| フリートウッド・タウン (3)           | 3 - 2           | ウィガン・アスレティック (3)         | レポート(BBC) |
| バーンズリー (2)                     | 1 - 0           | ノッティンガム・フォレスト (2)       | レポート(BBC) |
| 2020年9月6日                         |                 |                                      |               |
| ブレントフォード (2)                 | 1 - 1 (4-2 (p)) | ウィコム・ワンダラーズ (2)           | レポート(BBC) |

## 2回戦
組み合わせ抽選会は2020年9月6日に行われた。このラウンドからは、1回戦に勝利した35クラブに加え、UEFAチャンピオンズリーグ・UEFAヨーロッパリーグに参加しないプレミアリーグ (1部)の13クラブ、チャンピオンシップ (2部)の2クラブが参加する。
| 2020年9月15日                                    | ジリンガム (3)         | 1 - 1 (5-4 PK戦)                           | コヴェントリー・シティ (2) | ジリンガム                                                                    |  |
| 18:00                                            | グラハム 90+4分 (pen.) | レポート(BBC)                              | ビアモウ 61分              | 競技場: プリーストフィールド・スタジアム 観客数: 0人 主審: クレイグ・ヒックス |  |
|                                                  |                        | PK戦                                       |                            |                                                                               |  |
| オギルヴィー グラハム ロバートソン メリス コイル |                        | ウォーカー ビアモウ シーフ ローズ エクルズ |                            |                                                                               |  |

| 2020年9月15日 | ミドルズブラ (2) | 0 - 2         | バーンズリー (2)                    | ミドルズブラ                                                                  |  |
| 18:00         |                  | レポート(BBC) | シュミット 22分 · ウィリアムズ 34分 | 競技場: リヴァーサイド・スタジアム 観客数: 0人 主審: アンソニー・バックハウス |  |

| 2020年9月15日 | ミルウォール (2)                                | 3 - 1         | チェルトナム・タウン (4) | バーモンジー, ロンドン                              |  |
| 18:00         | レオナード 19分 · マホーニー 49分 · スミス 62分 | レポート(BBC) | アザズ 69分              | 競技場: ザ・デン 観客数: 0人 主審: ジョン・バスビー |  |

| 2020年9月15日 | レディング (2) | 0 - 1         | ルートン・タウン (2) | レディング                                                                      |  |
| 18:00         |                | レポート(BBC) | クラーク 24分        | 競技場: マデイスキー・スタジアム 観客数: 0人 主審: チャールズ・ブレークスペアー |  |

| 2020年9月15日 | ダービー・カウンティ (2)          | 1 - 2         | プレストン・ノースエンド (2)                   | ダービー                                                                    |  |
| 18:30         | ナイト 51分 · テ・ヴィーリク 55分 | レポート(BBC) | バークハイゼン 79分 · ジョンソン 90+2分 (pen.) | 競技場: プライド・パーク・スタジアム 観客数: 0人 主審: アンディ・デイヴィス |  |

| 2020年9月15日 | ブラッドフォード・シティ (3) | 0 - 5         | リンカーン・シティ (3)                                                                 | ブラッドフォード                                                    |  |
| 19:00         |                              | レポート(BBC) | フレンチ 4分 (o.g.) · スカリー 6分 · モンツマ 29分 · ジョーンズ 41分 · モートン 90+3分 | 競技場: ヴァリー・パレード 観客数: 0人 主審: ジェフ・エルトリンガム |  |

| 2020年9月15日 | フリートウッド・タウン (3)  | 2 - 1         | ポート・ヴェイル (4) | フリートウッド                                                  |  |
| 19:00         | マッデン 14分 · モリス 75分 | レポート(BBC) | ホワイトヘッド 49分  | 競技場: ハイベリー・スタジアム 観客数: 0人 主審: ロス・ジョイス |  |

| 2020年9月15日 | ニューポート・カウンティ (4) | 1 - 0         | ケンブリッジ・ユナイテッド (4) | ニューポート                                                |  |
| 19:00         | トゥワイン 80分              | レポート(BBC) |                                | 競技場: ロドニー・パレード 観客数: 0人 主審: リー・スワビー |  |

| 2020年9月15日              | オックスフォード・ユナイテッド (3) | 1 - 1 (0-3 PK戦)     | ワトフォード (2) | オックスフォード                                              |  |
| 19:00                      | ホール 26分                        | レポート(BBC)        | セマ 89分        | 競技場: カッサム・スタジアム 観客数: 0人 主審: リー・ダウティ |  |
|                            |                                    | PK戦                 |                  |                                                               |  |
| フォード マグエイン ホール |                                    | セマ クイナ ペリツァ |                  |                                                               |  |

| 2020年9月15日 | ニューカッスル・ユナイテッド (1) | 1 - 0         | ブラックバーン・ローヴァーズ (2) | ニューカッスル・アポン・タイン                                            |  |
| 19:30         | フレイザー 35分                  | レポート(BBC) |                                  | 競技場: セント・ジェームズ・パーク 観客数: 0人 主審: ジャレッド・ジレット |  |

| 2020年9月15日 | ウェストハム・ユナイテッド (1)                  | 3 - 0         | チャールトン・アスレティック (3) | ストラトフォード, ロンドン                                        |  |
| 19:30         | ハラー 22分, 26分 · フェリペ・アンデルソン 80分 | レポート(BBC) |                                  | 競技場: ロンドン・スタジアム 観客数: 0人 主審: アンドレ・マリナー |  |

| 2020年9月15日 | ボーンマス (2) | 0 - 0 (11-10 PK戦) | クリスタル・パレス (1) | ボーンマス                                                            |  |
| 19:45 |                | レポート(BBC) |                        | 競技場: バイタリティ・スタジアム 観客数: 0人 主審: キース・ストラウド |  |
| |                | PK戦 |                        |                                                                       |  |
| ブルックス サリッジ ビリング ケリー ソランケ シンプソン ゴスリング レルマ オフォボル ゼムラ ベゴヴィッチ ブルックス |                | ミリヴォイェヴィッチ バチュアイ タウンゼント エゼ アイェウ マイヤー サコー ケリー イニス ヤッハ ヘネシー ミリヴォイェヴィッチ |                        |                                                                       |  |

| 2020年9月15日 | バートン・アルビオン (3) | 1 - 3         | アストン・ヴィラ (1)                                      | バートン・アポン・トレント                                              |  |
| 19:45         | ダニエル 2分             | レポート(BBC) | ワトキンス 39分 · グリーリッシュ 88分 · デイヴィス 90+2分 | 競技場: ピレリ・スタジアム 観客数: 0人 主審: オリヴァー・ラングフォード |  |

| 2020年9月15日 | レイトン・オリエント (4)                        | 3 - 2         | プリマス・アーガイル (3)  | レイトン, ロンドン                                                                |  |
| 19:45         | デニス 55分 · マカナフ 74分 · ジョンソン 90+3分 | レポート(BBC) | カマラ 19分 · ワッツ 34分 | 競技場: ザ・ブライヤー・グループ・スタジアム 観客数: 0人 主審: ジョッシュ・スミス |  |

| 2020年9月15日 | モアカム (4)      | 1 - 0         | オールダム・アスレティック (4) | モアカム                                                  |  |
| 19:45         | ウィルディグ 22分 | レポート(BBC) |                                | 競技場: グローブ・アリーナ 観客数: 0人 主審: ベン・トナー |  |

| 2020年9月15日 | ロッチデール (3) | 0 - 2         | シェフィールド・ウェンズデイ (2)  | ロッチデール                                                                |  |
| 19:45         |                  | レポート(BBC) | カチュンガ 54分 · ウィンダス 88分 | 競技場: クラウン・オイル・アリーナ 観客数: 0人 主審: セブ・ストックブリッジ |  |

| 2020年9月16日 | ウェスト・ブロムウィッチ・アルビオン (1)              | 3 - 0         | ハローゲート・タウン (4) | ウェスト・ブロムウィッチ                                      |  |
| 18:00         | ハーパー 18分 · ロブソン＝カヌ 22分 · ロビンソン 77分 | レポート(BBC) |                          | 競技場: ザ・ホーソンズ 観客数: 0人 主審: トーマス・ブラモール |  |

| 2020年9月16日 | イプスウィッチ・タウン (3) | 0 - 1         | フラム (1)          | イプスウィッチ                                                          |  |
| 19:00         |                            | レポート(BBC) | ミトロヴィッチ 38分 | 競技場: ポートマン・ロード 観客数: 0人 主審: ディーン・ホワイトストーン |  |

| 2020年9月16日 | ブリストル・シティ (2)                                | 4 - 0         | ノーサンプトン・タウン (3) | ブリストル                                                              |  |
| 19:45         | マーティン 43分 · パーマー 48分, 88分 · セメニョ 82分 | レポート(BBC) |                            | 競技場: アシュトン・ゲート・スタジアム 観客数: 0人 主審: トム・ニールド |  |

| 2020年9月16日                                                                                     | リーズ・ユナイテッド (1) | 1 - 1 (8-9 PK戦)                                                                                            | ハル・シティ (3) | リーズ                                                          |  |
| 19:45                                                                                             | アリオスキ 90+3分        | レポート(BBC)                                                                                               | ウィルクス 5分   | 競技場: エランド・ロード 観客数: 0人 主審: デイヴィッド・ウェブ |  |
|                                                                                                   |                          | PK戦 |                  |                                                                 |  |
| ロドリゴ アリオスキ ロバーツ ポベダ ダグラス ストライク デイヴィス ゴッツ カシージャ シャクルトン |                          | ドハーティ C.ジョーンズ コイル スコット メイヤー エルダー マクラフリン チャドウィック バッティ A.ジョーンズ |                  |                                                                 |  |

| 2020年9月16日 | サウサンプトン (1) | 0 - 2         | ブレントフォード (2)                | サウサンプトン                                                            |  |
| 19:45         |                    | レポート(BBC) | ノアゴール 40分 · ダシルヴァ 45+1分 | 競技場: セント・メリーズ・スタジアム 観客数: 0人 主審: ジョン・ブルックス |  |

| 2020年9月16日 | エヴァートン (1)                                          | 3 - 0         | サルフォード・シティ (4) | リヴァプール                                                    |  |
| 20:15         | Ma.キーン 8分 · シグルズソン 74分 · Mo.キーン 87分 (pen.) | レポート(BBC) |                          | 競技場: グディソン・パーク 観客数: 0人 主審: マーク・エドワーズ |  |

| 2020年9月17日                                      | バーンリー (1) | 1 - 1 (5-4 PK戦)                                   | シェフィールド・ユナイテッド (1) | バーンリー                                                  |  |
| 17:30                                              | ヴィドラ 67分  | レポート(BBC)                                      | マクゴールドリック 4分           | 競技場: ターフ・ムーア 観客数: 0人 主審: ポール・ティアニー |  |
|                                                    |                | PK戦                                               |                                  |                                                             |  |
| ウッド ヴィドラ ブラウンヒル ピーテルス ブレイディ |                | ノーウッド マクバーニー シャープ ベルゲ オズボーン |                                  |                                                             |  |

| 2020年9月17日 | ウルヴァーハンプトン・ワンダラーズ (1) | 0 - 1         | ストーク・シティ (2) | ウルヴァーハンプトン                                                |  |
| 19:00         |                                        | レポート(BBC) | ブラウン 86分        | 競技場: モリニュー・スタジアム 観客数: 0人 主審: サイモン・フーパー |  |

| 2020年9月17日 | ブライトン&ホーヴ・アルビオン (1)                                             | 4 - 0         | ポーツマス (3) | ブライトン・アンド・ホヴ                                    |  |
| 19:45         | アリスター 38分 · ジャハンバフシュ 54分 · ベルナルド 57分 · ギェケレシュ 71分 | レポート(BBC) |                | 競技場: AMEXスタジアム 観客数: 0人 主審: マット・ダナヒュー |  |

## 3回戦
組み合わせ抽選会は2020年9月6日に行われた。このラウンドからは、1回戦に勝利した35クラブに加え、UEFAチャンピオンズリーグ・UEFAヨーロッパリーグに参加するプレミアリーグ (1部)の7クラブが参加する。
| 2020年9月22日 | ニューポート・カウンティ (4)                               | 3 - 1         | ワトフォード (2)                         | ニューポート                                                              |  |
| 19:00         | エイブラハムズ 18分 (pen.) · ラバディ 28分 · アモンド 65分 | レポート(BBC) | ペニャランダ 54分 (pen.) · ペリツァ 88分 | 競技場: ロドニー・パレード 観客数: 0人 主審: チャールズ・ブレークスピアー |  |

| 2020年9月22日                                                | ウェスト・ブロムウィッチ・アルビオン (1) | 2 - 2 (4-5 PK戦)                             | ブレントフォード (2)                     | ウェスト・ブロムウィッチ                                      |  |
| 19:00                                                        | ロブソン＝カヌ 56分 (pen.), 66分 (pen.)  | レポート(BBC)                                | マルコンデス 58分 · フォルス 73分 (pen.) | 競技場: ザ・ホーソンズ 観客数: 0人 主審: ダレン・イングランド |  |
|                                                              |                                          | PK戦                                         |                                          |                                                               |  |
| オースティン ギャラガー エドワーズ タウンゼント ディアンガナ |                                          | トニー ダシルヴァ フォス フォルス ノアゴール |                                          |                                                               |  |

| 2020年9月22日 | ウェストハム・ユナイテッド (1)                                               | 5 - 1         | ハル・シティ (3) | ストラトフォード, ロンドン                                        |  |
| 19:30         | スノッドグラス 18分 · ハラー 45分, 90+1分 · ヤルモレンコ 56分 (pen.), 90+2分 | レポート(BBC) | ウィルクス 70分  | 競技場: ロンドン・スタジアム 観客数: 0人 主審: サイモン・フーパー |  |

| 2020年9月22日 | ルートン・タウン (2) | 0 - 3         | マンチェスター・ユナイテッド (1)                          | ルートン                                                          |  |
| 20:15         |                      | レポート(BBC) | マタ 44分 · ラッシュフォード 88分 · グリーンウッド 90+2分 | 競技場: ケニルワース・ロード 観客数: 0人 主審: ティム・ロビンソン |  |

| 2020年9月23日 | フラム (1)               | 2 - 0         | シェフィールド・ウェンズデイ (2) | フラム, ロンドン                                              |  |
| 19:00         | カマラ 9分 · リード 32分 | レポート(BBC) |                                  | 競技場: クレイヴン・コテージ 観客数: 0人 主審: リー・メイソン |  |

| 2020年9月23日 | ミルウォール (2) | 0 - 2         | バーンリー (1)                      | バーモンジー, ロンドン                                  |  |
| 19:00         |                  | レポート(BBC) | ブラウンヒル 45分 · ヴィドラ 90+3分 | 競技場: ザ・デン 観客数: 0人 主審: アンディ・デイヴィス |  |

| 2020年9月23日 | プレストン・ノースエンド (2) | 0 - 2         | ブライトン&ホーヴ・アルビオン (1)       | プレストン                                                      |  |
| 19:00         |                              | レポート(BBC) | ジャハンバフシュ 57分 · アリスター 75分 | 競技場: ディープデイル 観客数: 0人 主審: スティーヴ・マーティン |  |

| 2020年9月23日 | ストーク・シティ (2) | 1 - 0         | ジリンガム (3) | ストーク＝オン＝トレント                                        |  |
| 18:00         | キャンベル 37分      | レポート(BBC) |                | 競技場: bet365スタジアム 観客数: 0人 主審: デイヴィッド・ウェブ |  |

| 2020年9月23日 | チェルシー (1)                                                                  | 6 - 0         | バーンズリー (2) | フラム, ロンドン                                                  |  |
| 19:45         | エイブラハム 19分 · ハフェルツ 28分, 55分, 65分 · バークリー 49分 · ジルー 83分 | レポート(BBC) |                  | 競技場: スタンフォード・ブリッジ 観客数: 0人 主審: ダレン・ボンド |  |

| 2020年9月23日 | フリートウッド・タウン (3)      | 2 - 5         | エヴァートン (1)                                                               | フリートウッド                                                          |  |
| 19:45         | ダフィー 48分 · キャンプス 58分 | レポート(BBC) | リシャーリソン 22分, 34分 · イウォビ 49分 · ベルナルジ 73分 · Mo.キーン 90+4分 | 競技場: ハイベリー・スタジアム 観客数: 0人 主審: ジェレミー・シンプソン |  |

| 2020年9月23日 | レスター・シティ (1) | 0 - 2         | アーセナル (1)                           | レスター                                                                |  |
| 19:45         |                      | レポート(BBC) | フックス 57分 (o.g.) · エンケティア 90分 | 競技場: キング・パワー・スタジアム 観客数: 0人 主審: ピーター・バンクス |  |

| 2020年9月23日 | モアカム (4)      | 0 - 7         | ニューカッスル・ユナイテッド (1)                                                                                          | モアカム                                                            |  |
| 19:45         | ディアゴラガ 55分 | レポート(BBC) | ジョエリントン 5分, 31分 · アルミロン 20分 · マーフィー 27分 · ヘイデン 45+2分 · ラスセルズ 51分 · ラヴェル 90+1分 (o.g.) | 競技場: グローブ・アリーナ 観客数: 0人 主審: ダレン・ドライスデール |  |

| 2020年9月24日 | ブリストル・シティ (2) | 0 - 3         | アストン・ヴィラ (1)                              | ブリストル                                                                      |  |
| 19:00         |                        | レポート(BBC) | エル・ガジ 11分 · トラオレ 14分 · ワトキンス 73分 | 競技場: アシュトン・ゲート・スタジアム 観客数: 0人 主審: ジェームズ・リニントン |  |

| 2020年9月24日 | リンカーン・シティ (3)      | 2 - 7         | リヴァプール (1)                                                                           | リンカン                                                      |  |
| 19:45         | エダン 60分 · モンツマ 66分 | レポート(BBC) | シャチリ 9分 · 南野拓実 18分, 46分 · ジョーンズ 32分, 36分 · グルイッチ 65分 · オリジ 89分 | 競技場: シンシル・バンク 観客数: 0人 主審: トニー・ハリントン |  |

| 2020年9月24日 | マンチェスター・シティ (1)      | 2 - 1         | ボーンマス (2) | マンチェスター                                                    |  |
| 19:45         | デラップ 18分 · フォーデン 75分 | レポート(BBC) | サリッジ 22分  | 競技場: エティハド・スタジアム 観客数: 0人 主審: ジョナサン・モス |  |

| [ 注釈 2 ] | レイトン・オリエント (4) | 没収試合 (0 - 3) | トッテナム・ホットスパー (1) | レイトン, ロンドン                           |  |
|            |                          |                  |                              | 競技場: ザ・ブライヤー・グループ・スタジアム |  |

## 4回戦
組み合わせ抽選会は2020年9月16日に行われた。
| 2020年9月29日                                        | トッテナム・ホットスパー (1) | 1 - 1 (5-4 PK戦)                                               | チェルシー (1)  | トッテナム, ロンドン                                                        |  |
| 19:45                                                | ラメラ 83分                  | レポート(BBC)                                                  | ヴェルナー 19分 | 競技場: トッテナム・ホットスパースタジアム 観客数: 0人 主審: リー・メイソン |  |
|                                                      |                              | PK戦                                                           |                 |                                                                             |  |
| ダイアー ラメラ ホイビュルク ルーカス・モウラ ケイン |                              | エイブラハム アスピリクエタ ジョルジーニョ エメルソン マウント |                 |                                                                             |  |

| 2020年9月30日                                                   | ニューポート・カウンティ (4) | 1 - 1 (4-5 PK戦)                                                          | ニューカッスル・ユナイテッド (1) | ニューポート                                                    |  |
| 17:30                                                           | エイブラハムズ 5分           | レポート(BBC)                                                             | シェルヴェイ 87分                | 競技場: ロドニー・パレード 観客数: 0人 主審: ジョン・ブルックス |  |
|                                                                 |                              | PK戦                                                                      |                                  |                                                                 |  |
| デメトリウー エイブラハムズ シーハン テイラー ドーラン クーパー |                              | ウィルソン ジョエリントン シェア シェルヴェイ マーフィー S.ロングスタッフ |                                  |                                                                 |  |

| 2020年9月30日 | バーンリー (1) | 0 - 3         | マンチェスター・シティ (1)              | バーンリー                                                  |  |
| 19:00         |                | レポート(BBC) | スターリング 35分, 49分 · トーレス 65分 | 競技場: ターフ・ムーア 観客数: 0人 主審: アンディ・マドレー |  |

| 2020年9月30日 | ブライトン&ホーヴ・アルビオン (1) | 0 - 3         | マンチェスター・ユナイテッド (1)            | ブライトン・アンド・ホヴ                                    |  |
| 19:45         |                                   | レポート(BBC) | マクトミネイ 44分 · マタ 73分 · ポグバ 80分 | 競技場: AMEXスタジアム 観客数: 0人 主審: グレアム・スコット |  |

| 2020年9月30日 | エヴァートン (1)                                                | 4 - 1         | ウェストハム・ユナイテッド (1) | リヴァプール                                                      |  |
| 19:45         | キャルバート＝ルーウィン 11分, 78分, 84分 · リシャーリソン 56分 | レポート(BBC) | スノッドグラス 46分            | 競技場: グディソン・パーク 観客数: 0人 主審: ダレン・イングランド |  |

| 2020年10月1日 | ブレントフォード (2)                  | 3 - 0         | フラム (1) | ブレントフォード, ロンドン                                                            |  |
| 17:30         | フォルス 37分 · ベンラーマ 62分, 77分 | レポート(BBC) |            | 競技場: ブレントフォード・コミュニティ・スタジアム 観客数: 0人 主審: ジョナサン・モス |  |

| 2020年10月1日 | アストン・ヴィラ (1) | 0 - 1         | ストーク・シティ (2) | バーミンガム                                                  |  |
| 19:00         |                      | レポート(BBC) | ヴォークス 26分      | 競技場: ヴィラ・パーク 観客数: 0人 主審: ロバート・ジョーンズ |  |

| 2020年10月1日                                                 | リヴァプール (1) | 0 - 0 (4-5 PK戦)                                                        | アーセナル (1) | リヴァプール                                                |  |
| 19:45                                                         |                  | レポート(BBC)                                                           |                | 競技場: アンフィールド 観客数: 0人 主審: ケヴィン・フレンド |  |
|                                                               |                  | PK戦                                                                    |                |                                                             |  |
| ミルナー ワイナルドゥム 南野拓実 オリジ ジョーンズ ウィルソン |                  | ラカゼット セドリック エルネニー メイトランド＝ナイルズ ペペ ウィロック |                |                                                             |  |

## 準々決勝
組み合わせ抽選会は2020年10月1日に行われた。
| 2020年12月22日 | ブレントフォード (2) | 1 - 0         | ニューカッスル・ユナイテッド (1) | ブレントフォード, ロンドン                                                                |  |
| 17:30          | ダシルヴァ 66分      | レポート(BBC) |                                  | 競技場: ブレントフォード・コミュニティ・スタジアム 観客数: 0人 主審: ロバート・ジョーンズ |  |

| 2020年12月22日 | アーセナル (1)  | 1 - 4         | マンチェスター・シティ (1)                                     | イズリントン, ロンドン                     |  |
| 20:00          | ラカゼット 31分 | レポート(BBC) | ジェズス 3分 · マフレズ 54分 · フォーデン 59分 · ラポルテ 73分 | 競技場: エミレーツ・スタジアム 観客数: 0人 |  |

| 2020年12月23日 | ストーク・シティ (2) | 1 - 3         | トッテナム・ホットスパー (1)                | ストーク＝オン＝トレント                                        |  |
| 17:30          | トンプソン 53分      | レポート(BBC) | ベイル 22分 · デイヴィス 70分 · ケイン 81分 | 競技場: bet365スタジアム 観客数: 0人 主審: ダレン・イングランド |  |

| 2020年12月23日 | エヴァートン (1) | 0 - 2         | マンチェスター・ユナイテッド (1)  | リヴァプール                                                        |  |
| 20:00          |                  | レポート(BBC) | カバーニ 88分 · マルシャル 90+6分 | 競技場: グディソン・パーク 観客数: 2,000人 主審: アンディ・マドレー |  |

## 準決勝
組み合わせ抽選会は2020年12月23日に行われた。なお準決勝は従来ホーム&アウェー方式で行われていたが、今年度は他のラウンド同様ワンマッチ方式で実施される。
| 2021年1月5日 19:45 |

| トッテナム・ホットスパー (1)      | 2 - 0         | ブレントフォード (2) |
| シソコ 12分 · ソン・フンミン 70分 | レポート(BBC) | ダシルヴァ 84分      |

| トッテナム・ホットスパースタジアム 観客数: 0人 主審: マイク・ディーン |

| 2021年1月6日 19:45 |

| マンチェスター・ユナイテッド (1) | 0 - 2         | マンチェスター・シティ (1)                |
|                                  | レポート(BBC) | ストーンズ 50分 · フェルナンジーニョ 83分 |

| オールド・トラッフォード 観客数: 0人 主審: マーティン・アトキンソン |

## 決勝
| 2021年4月25日 16:30 |

| マンチェスター・シティ (1) | 1 - 0         | トッテナム・ホットスパー (1) |
| ラポルテ 82分              | レポート(BBC) |                              |

| ウェンブリー・スタジアム, ウェンブリー 観客数: 7,773人 主審: ポール・ティアニー |

| マンチェスター・シティ | トッテナム・ホットスパー |

| GK                     | 13 | ザック・ステッフェン         |      |      |
| RB                     | 2  | カイル・ウォーカー           |      |      |
| CB                     | 3  | ルベン・ディアス             |      |      |
| CB                     | 14 | アイメリク・ラポルテ         | 45分 |      |
| LB                     | 27 | ジョアン・カンセロ           |      |      |
| CM                     | 25 | フェルナンジーニョ           | 59分 | 84分 |
| CM                     | 8  | イルカイ・ギュンドアン       |      |      |
| RW                     | 26 | リヤド・マフレズ             |      |      |
| AM                     | 17 | ケヴィン・デ・ブライネ       |      | 87分 |
| LW                     | 7  | ラヒーム・スターリング       |      |      |
| CF                     | 47 | フィル・フォーデン           |      |      |
| サブメンバー           |    |                              |      |      |
| GK                     | 31 | エデルソン                   |      |      |
| DF                     | 6  | ナタン・アケ                 |      |      |
| DF                     | 11 | オレクサンドル・ジンチェンコ |      |      |
| DF                     | 22 | バンジャマン・メンディ       |      |      |
| MF                     | 16 | ロドリ                       |      | 84分 |
| MF                     | 20 | ベルナルド・シウバ           |      | 87分 |
| FW                     | 9  | ガブリエル・ジェズス         |      |      |
| FW                     | 10 | セルヒオ・アグエロ           |      |      |
| FW                     | 21 | フェラン・トーレス           |      |      |
| 監督                   |    |                              |      |      |
| ペップ・グアルディオラ |    |                              |      |      |

| GK                 | 1  | ウーゴ・ロリス                   |      |      |
| RB                 | 24 | セルジュ・オーリエ               |      | 90分 |
| CB                 | 4  | トビー・アルデルヴェイレルト     |      |      |
| CB                 | 15 | エリック・ダイアー               |      |      |
| LB                 | 3  | セルヒオ・レギロン               | 27分 |      |
| CM                 | 5  | ピエール・エミール・ホイビュルク |      | 84分 |
| CM                 | 8  | ハリー・ウィンクス               |      |      |
| RW                 | 27 | ルーカス・モウラ                 |      | 67分 |
| AM                 | 18 | ジオヴァニ・ロ・チェルソ         |      | 67分 |
| LW                 | 7  | ソン・フンミン                   |      |      |
| CF                 | 10 | ハリー・ケイン                   |      |      |
| サブメンバー       |    |                                  |      |      |
| GK                 | 12 | ジョー・ハート                   |      |      |
| DF                 | 6  | ダビンソン・サンチェス           |      |      |
| DF                 | 25 | ジャフェット・タンガンガ         |      |      |
| MF                 | 11 | エリク・ラメラ                   |      |      |
| MF                 | 17 | ムサ・シソコ                     |      | 67分 |
| MF                 | 20 | デレ・アリ                       |      | 84分 |
| MF                 | 28 | タンギ・エンドンベレ             |      |      |
| FW                 | 9  | ガレス・ベイル                   |      | 67分 |
| FW                 | 23 | ステーフェン・ベルフワイン       |      | 90分 |
| 監督               |    |                                  |      |      |
| ライアン・メイソン |    |                                  |      |      |

| カラバオ・カップ 2020-2021 優勝       |
| ------------------------------------- |
| マンチェスター・シティ 4大会連続8回目 |